# Zug der Tausend

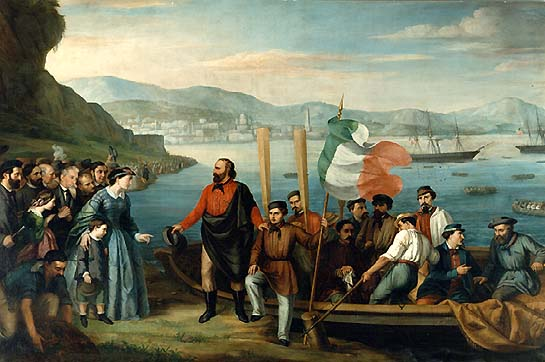
Darstellung von Garibaldis Abreise aus Genua bei Quarto

Als Zug der Tausend (italienisch spedizione dei Mille) bezeichnet man den Marsch einer 1067 Mann starken Truppe aus Freiwilligen, wegen ihrer Uniformierung Rothemden genannt, die unter der Führung von Giuseppe Garibaldi am 11. Mai 1860 auf Sizilien landete und im Zuge des Risorgimentos die süditalienische Insel von der Herrschaft der Bourbonen befreite. Den größten Anteil an den sogenannten „Garibaldini“ stellte die Stadt Bergamo. Der jüngste Teilnehmer war elf Jahre alt. Unter den Rothemden befand sich mit Rose Montmasson, der Ehefrau von Francesco Crispi, auch eine Frau.

## Hintergrund
Nach dem „Sardinischen Krieg“ und dem Waffenstillstand von Villafranca kam es Ende 1859 und vor allem im April 1860 auf Sizilien zu Volksaufständen gegen die Bourbonen, die von Anhängern Giuseppe Mazzinis angeführt wurden. Sie verlangten eine Intervention des Königreichs Sardinien, was aber sowohl König Viktor Emanuel II. als auch Ministerpräsident Cavour offiziell ablehnten. Zwar fürchteten sie eine republikanische Wendung der italienischen Einigungsbewegung, doch unterstützten sie de facto zusammen mit England heimlich die Intervention Garibaldis und seiner tausend Freiwilligen, die im weiteren Verlauf durch weitere Freiwillige aus Sizilien und Neapel sowie durch piemontesische Soldaten in Zivil verstärkt wurden. Garibaldis Freiwillige wurden seit seiner Beteiligung am Unabhängigkeitskrieg Uruguays auch „Rothemden“ genannt. Garibaldi hatte diese „Uniformen“ von einer Fabrik in Montevideo, die als Schutzkleidung an argentinische Schlachthäuser exportiert werden sollten.

## Der Zug

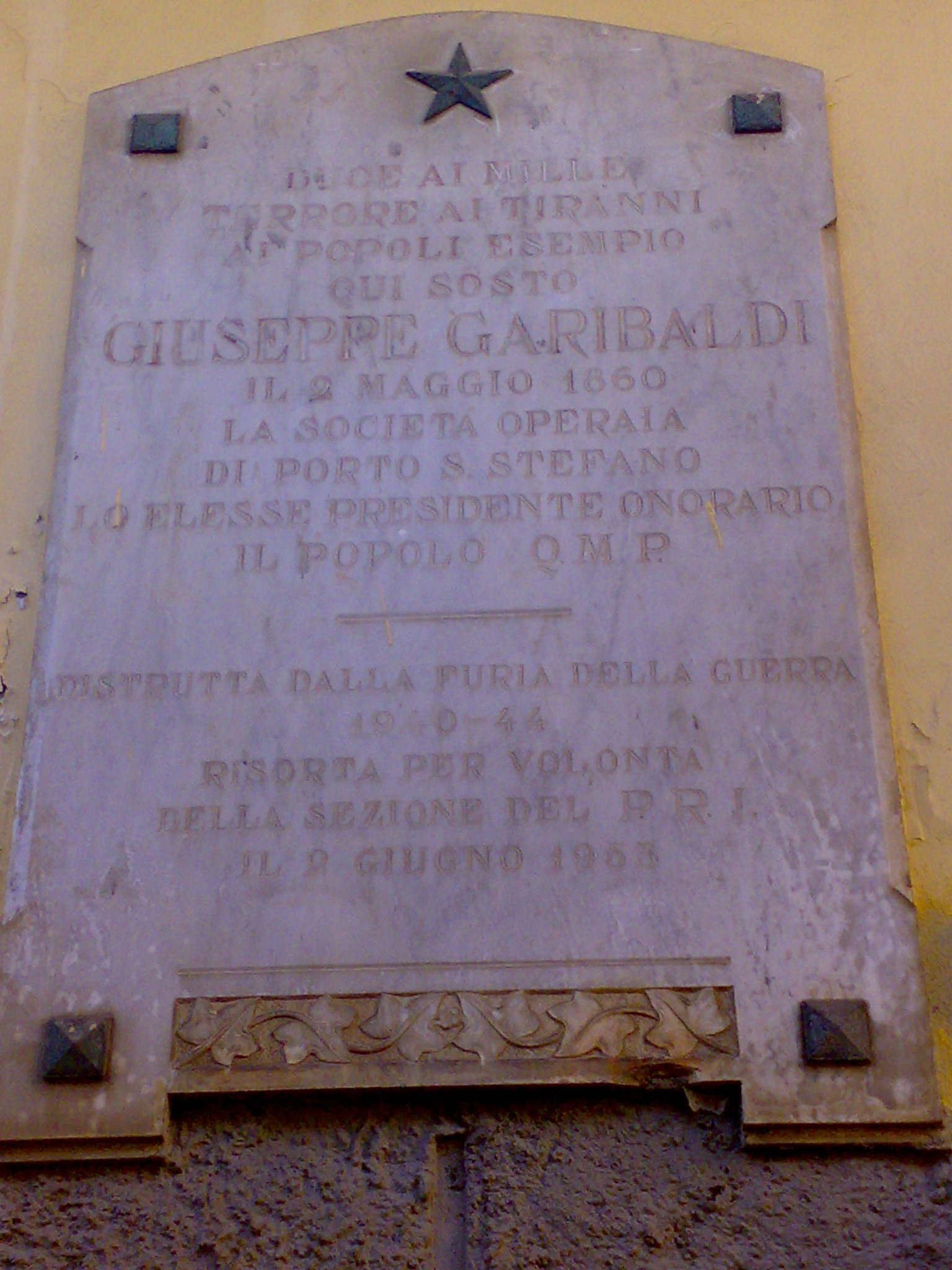
Gedenktafel an Garibaldis Aufenthalt in Porto Santo Stefano am 9. Mai 1860

In der Nacht vom 5. auf den 6. Mai 1860 schifften sich „die Tausend“ in Quarto bei Genua auf zwei von der sardinischen Regierung gecharterte Schiffe der Rubattino-Reederei ein. Mit diesen beiden Handelsschiffen, der Lombardo und der Piemonte, fuhren sie zunächst nach Talamone und Porto Santo Stefano in der Toskana, wo sie Proviant, Waffen und Kohle erhielten. Auf diese Weise versuchten sie auch der neapolitanischen Flotte zu entgehen. Am 11. Mai landeten sie unter dem Schutz zweier britischer Kriegsschiffe nahe der westsizilianischen Stadt Marsala und versuchten, Palermo durch das Landesinnere zu erreichen. Auf diese Weise wollten sie in der kritischen Anfangsphase den bourbonischen Truppen aus dem Weg gehen. Doch kam es am 15. Mai zwischen Marsala und Palermo zur Schlacht von Calatafimi, in der die „Rothemden“ beinahe unterlagen. Am 27. Mai gelang nach einem heftigen Gefecht beim Ponte dell’Ammiraglio der Einzug in Palermo. Bei Milazzo schlug Garibaldi die neapolitanische Armee am 20. Juli erneut und sicherte sich definitiv die Kontrolle über die Insel. Auf seinem weiteren Vormarsch auf dem Festland stellte sich Garibaldi kein weiterer Widerstand entgegen. Erst im Oktober versuchte der König von Neapel die „Rothemden“ in Kampanien zu schlagen, scheiterte aber in der Schlacht am Volturno. Nach der Sprengung der Festung in Gaeta mussten die Truppen von Franz II. kapitulieren.

## Ergebnis

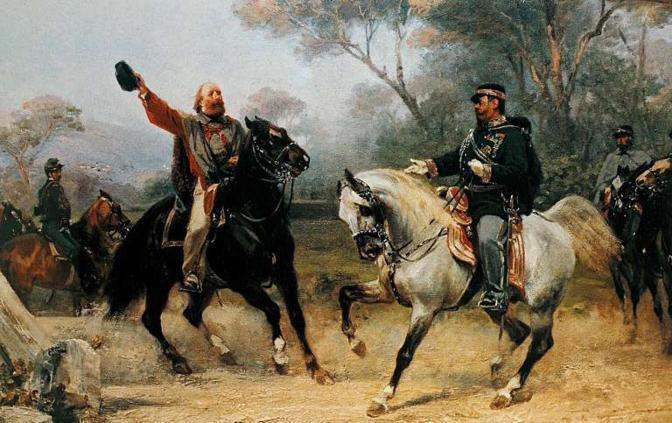
Garibaldi (links) trifft am 26. Oktober 1860 bei Teano auf Viktor Emanuel II. (rechts)

Die Regierung in Turin geriet nun in Unruhe, weil man um die Vorrechte des Hauses Savoyen im neuen Italien fürchtete. Garibaldis Erfolge im Süden hätten die Republik zur Folge haben können. Sein ungestümer Revolutionsgeist machte auch vor Rom und dem Papst nicht halt, was wie schon 1849 zu einer internationalen Intervention führen konnte. Um dies zu verhindern, entsandte die piemontesische Regierung Truppen nach Süden, die am 18. September 1860 zunächst bei Castelfidardo (Ancona) die päpstlichen Truppen schlugen und sich anschließend mit Garibaldis Freischaren vereinigten. Der Kirchenstaat wurde damit auf das Gebiet um Rom verkleinert; dieser Überfall wurde aufs Schärfste in der päpstlichen Allokution Novos et ante verurteilt. Am 26. Oktober 1860 fand in Teano bei Neapel das berühmte Treffen zwischen Viktor Emanuel II. und Garibaldi statt. Garibaldi grüßte Viktor Emanuel als „König von Italien“ und tat somit seinem politischen Gegenspieler Cavour den Gefallen, auf eigene politische Ambitionen zu verzichten und dem Haus Savoyen die Krone Italiens zu sichern.

## Belletristik
Giuseppe Tomasi di Lampedusas Roman Der Gattopardo und der nach diesem Roman gedrehte gleichnamige Film von Luchino Visconti spielt vor dem Hintergrund der Invasion Siziliens durch die Truppen Garibaldis.
Frederica de Laguna schrieb über den Zug der Tausend den Jugendroman The Thousand March: Adventures of an American Boy with the Garibaldi, der 1930 erschien.